# Mlinski Vinogradi
Mlinski Vinogradi – wieś w Chorwacji, w żupanii bielowarsko-bilogorskiej, w gminie Velika Trnovitica. W 2011 roku liczyła 31 mieszkańców.